# Lunar Crater Observation and Sensing Satellite

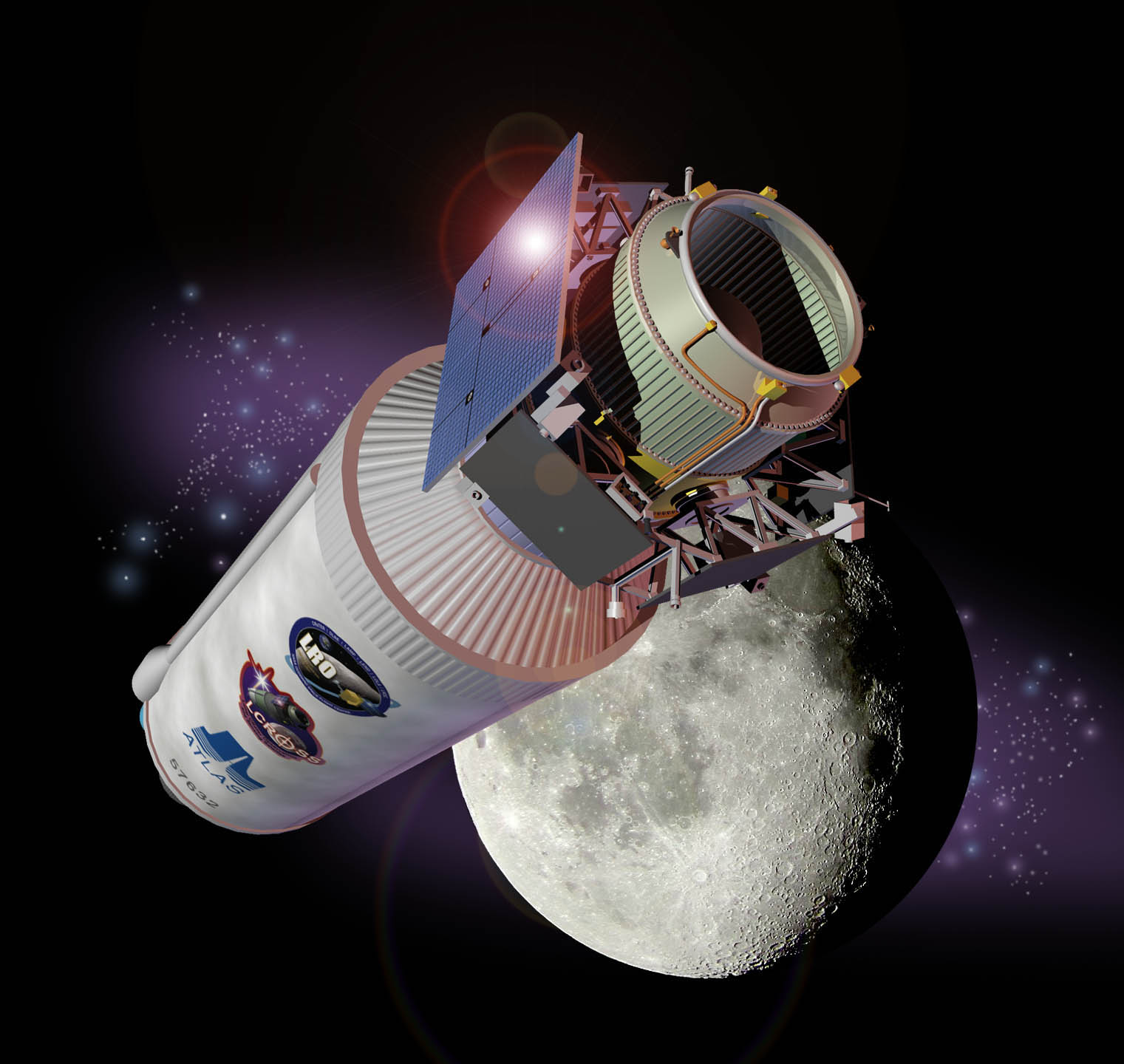
Illustratie van LCROSS

De Lunar Crater Observation and Sensing Satellite (LCROSS) was een onbemande ruimtesonde van de Amerikaanse ruimtevaartorganisatie NASA. Het belangrijkste doel van deze sonde was om aan de hand van het door een Centaur-draagraket opgeworpen stof vast te stellen of er zich al dan niet water nabij een van de polen van de Maan bevond. Nabij de zuidelijke krater Cabeus trof de LCROSS zo'n 90 liter bevroren water aan.

## Missie
LCROSS werd op 18 juni 2009 tegelijk met Lunar Reconnaissance Orbiter (LRO) door een Atlas V gelanceerd vanaf Cape Canaveral in Florida, als onderdeel van het Lunar Precursor Robotic Program, een reeks Amerikaanse missies om de Maan opnieuw te verkennen. Uiteindelijk moet uit deze missie blijken of de door de overheid van de Verenigde Staten geplande maanbasis uitvoerbaar is. 
Op 23 juni kwamen LRO en LCROSS in een baan om de Maan. Op 22 augustus werd ontdekt dat er brandstof uit LCROSS weglekte, met als gevolg een storing in een sensor die de baan en oriëntatie van het ruimteschip controleerde.
LCROSS bestond zelf uit twee afzonderlijke componenten, het Shepherding Spacecraft (S-S/C) en de Earth Departure Upper Stage (EDUS), die pas van elkaar werden gescheiden toen LCROSS vlak bij de zuidpool van de Maan was. Vervolgens sloeg EDUS op 9 oktober 2009 om 11:31 UTC onder een hoek van 70° en met een snelheid van 2,5 km/s als eerste in op de bodem van de hoofdkrater Cabeus (het oorspronkelijke doel was de kleinere krater Cabeus A). De inslag wierp een grote stofwolk op, die door S-S/C werd geanalyseerd voordat vier minuten later ook deze sonde op het Maanoppervlak te pletter sloeg. Aan de hand van absorptielijnen in de elektromagnetische spectra van de stofwolken werd vastgesteld dat er bij de inslag waterdamp vrijkwam.
De inslagen waren op Aarde niet goed zichtbaar, maar kunnen als geslaagd beschouwd worden omdat alles naar behoren functioneerde.